# زین‌الشرف طلال
زین‌الشرف طلال (۲ اوت ۱۹۱۶ – ۲۶ آوریل ۱۹۹۴) ملکه سابق اردن، همسر طلال بن عبدالله و مادر ملک حسین بود. او در اسکندریه به دنیا آمد. پدر او شریف جمال بن ناصر فرماندار حوران و مادرش وجدان حنیم بودند. پدرش خواهرزاده شریف حسین بن علی، شریف مکه و مادرش دختر شکیرپاشا فرماندار قبرس بودند. زین در تاریخ ۲۷ نوامبر ۱۹۳۴ میلادی با عموزاده خود طلال بن عبدالله ازدواج کرد که حاصل این ازدواج چهار پسر و دو دختر بود.
- ملک حسین (۱۴ نوامبر ۱۹۳۵ – ۷ فوریه ۱۹۹۹)
- اسماء (متوفی، در بدو تولد در سال ۱۹۳۷)
- محمد بن طلال (زاده ۲ اکتبر ۱۹۴۰)
- الحسن بن طلال (زاده ۲۰ مارس ۱۹۴۷)
- مشین (متوفی)
- بسمه بنت طلال (زاده ۱۱ مه ۱۹۵۱)

ملکه زین با حمایت از کارهای خیریه و حقوق زنان نقش عمده‌ای در توسعه سیاسی پادشاهی اردن در اوایل دهه پنجاه میلادی ایفا کرد.او با مشارکت در نوشتن قانون اساسی ۱۹۵۲ میلادی حقوق کامل زنان و توسعه اجتماعی اردن را وارد قانون اساسی کرد. او همچنین اولیت اتحادیه زنان در اردن را در سال ۱۹۴۴ تأسیس کرد. پس از ترور ملک عبدالله در سال ۱۹۵۱ میلادی و مسافرت او به خارج از اردن برای معالجه، ملکه زین به خوبی توانست خلاء او را پر کند. ملکه دوباره این نقش را در طول دوره بین اوت سال ۱۹۵۲ میلادی، زمانی که پسرش، ملک حسین، پادشاه اعلام شد، و مه سال ۱۹۵۳، زمانی که او وظایف قانونی در سن هجده سالگی به عهده گرفت انجام داد.پس از ورود آوارگان فلسطینی به اردن پس از جنگ سال ۱۹۴۸ عرب‌ها و اسرائیل، او رهبری تلاش‌های امدادی ملی برای کمک به ده‌ها هزار نفر از پناهندگان را به دست گرفت. او همچنین شاخه زنان جمعیت هلال احمر اردن را در سال ۱۹۴۸ راه‌اندازی کرد. زین‌الشرف طلال در طول زندگی خود زمان و انرژی زیادی به یتیم‌خانه ام‌الحسین در امان اختصاص داد.